# Ronde van Elk Grove
De Ronde van Elk Grove (Engels: Tour of Elk Grove) was een meerdaagse wielerwedstrijd die jaarlijks in augustus werd verreden in de buurt van Elk Grove Village in de Amerikaanse staat Illinois. De koers werd opgericht in 2006 en bestond uit twee criteriums. De Australiër Hilton Clarke won beide criteriums en werd de eerste eindwinnaar. Vanaf 2007 was de wedstrijd een etappekoers en vanaf 2011 maakte deze deel uit van de UCI America Tour, eerst nog met een classificatie van 2.2., maar in 2012 als 2.1. Na 2013 is de wedstrijd niet meer verreden.